# Высоч
Высоч (укр. Висіч) — село в Яворовской городской общине Яворовского района Львовской области Украины.
Население по переписи 2001 года составляло 396 человек. Занимает площадь 2,13 км². Почтовый индекс — 81012. Телефонный код — 3259.

## Галерея изображений

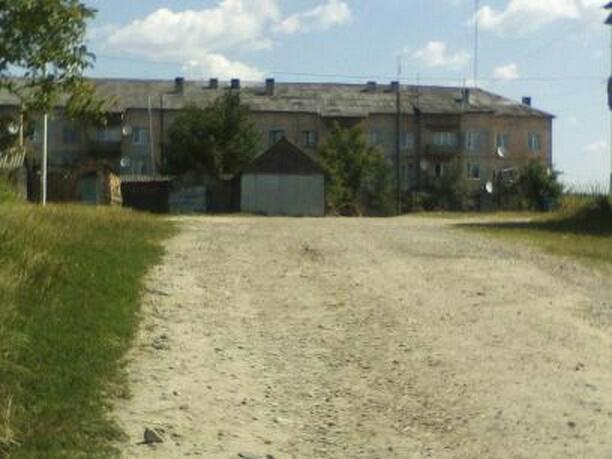
Село Высоч на Украине
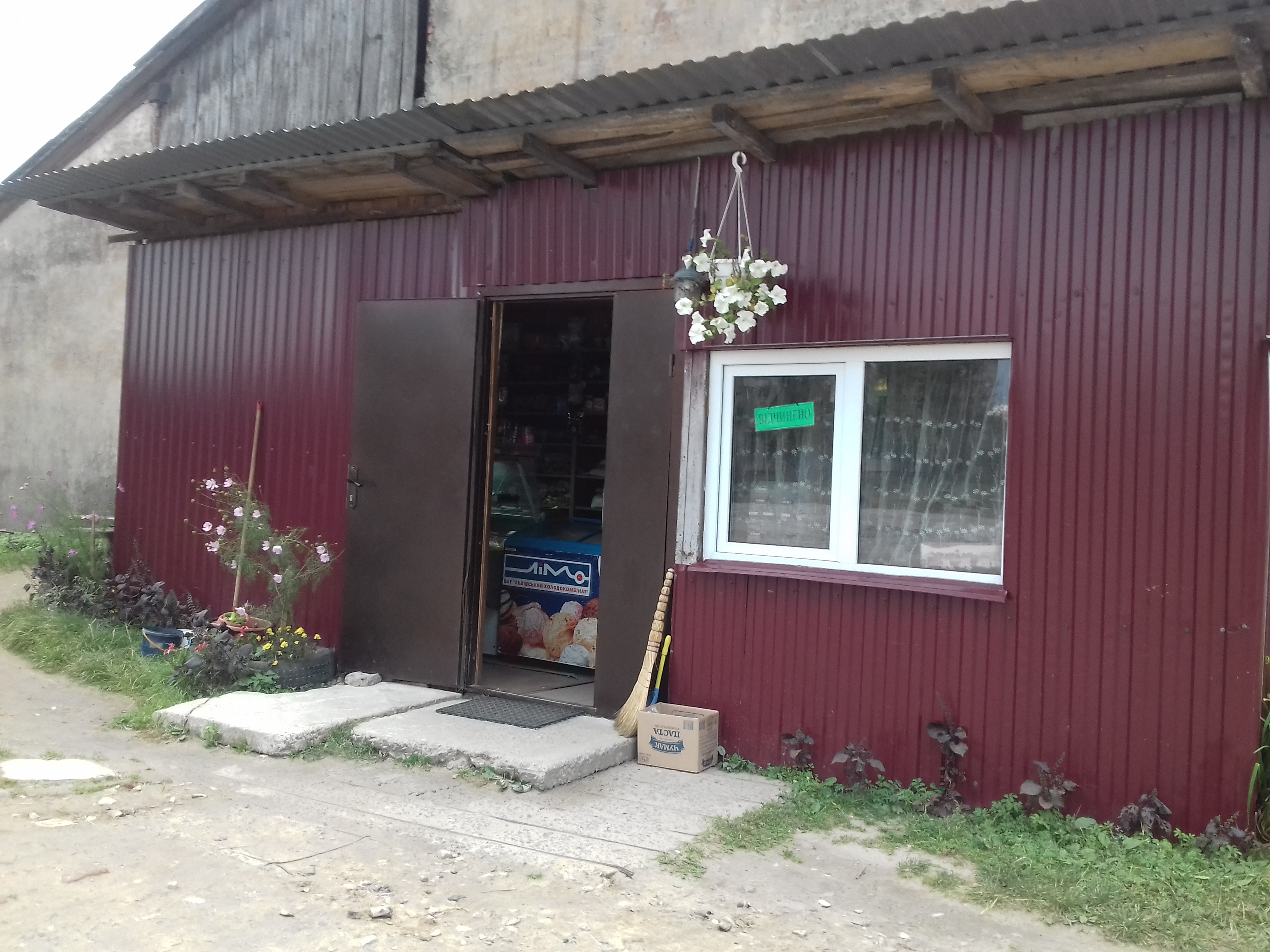
Магазин "Будка".
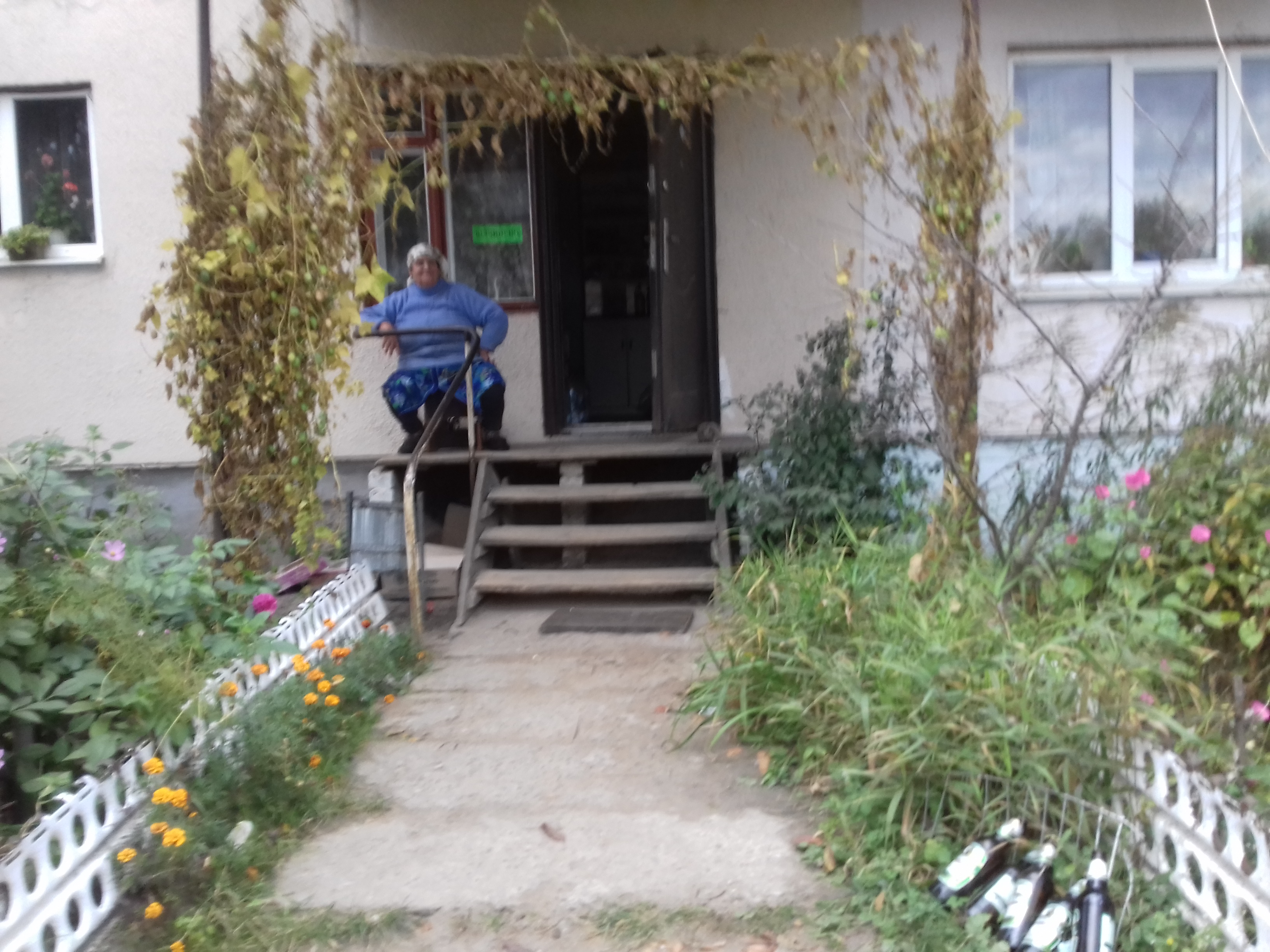
Магазин который находится в доме
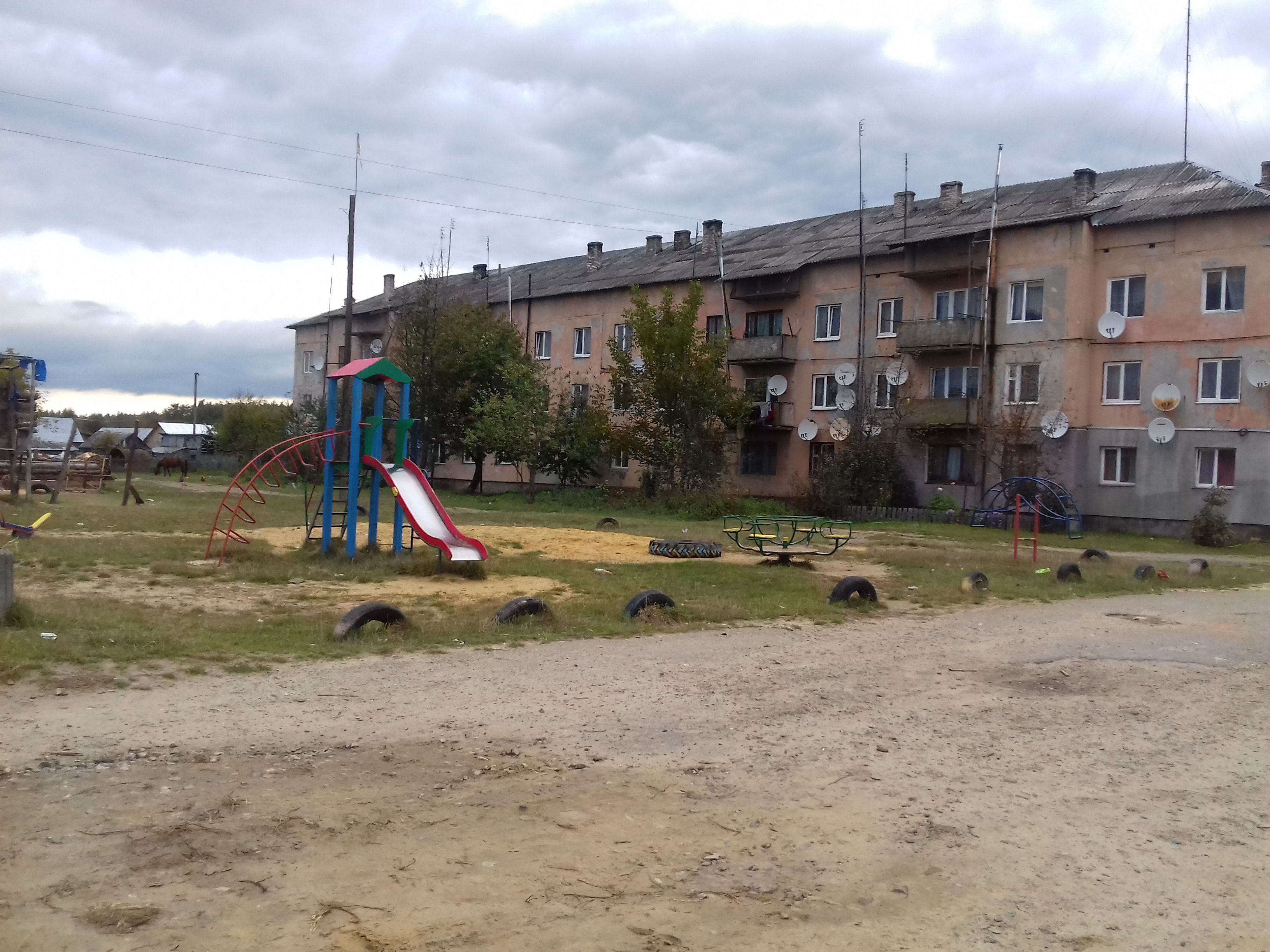
Детская площадка
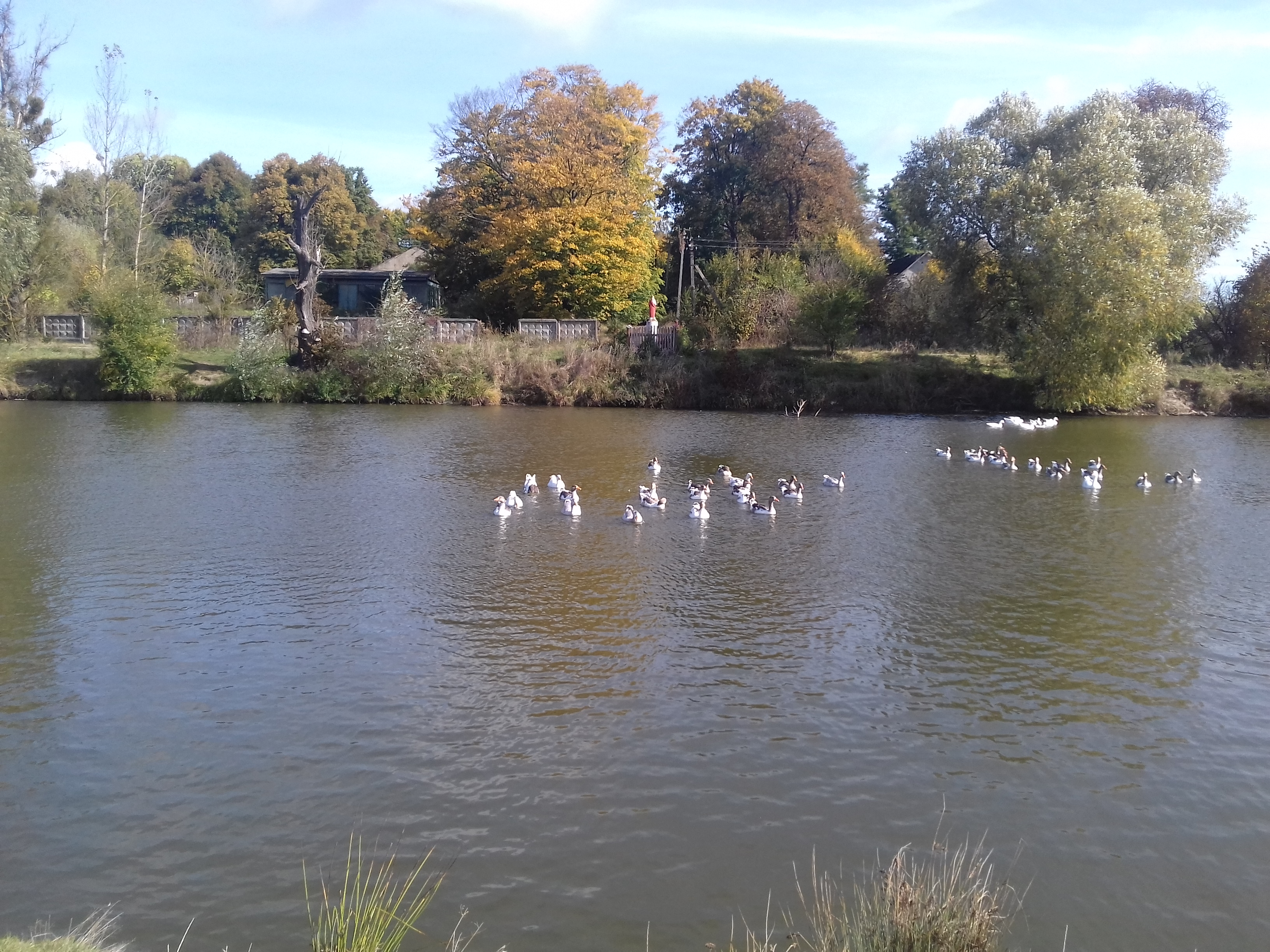
Пруд
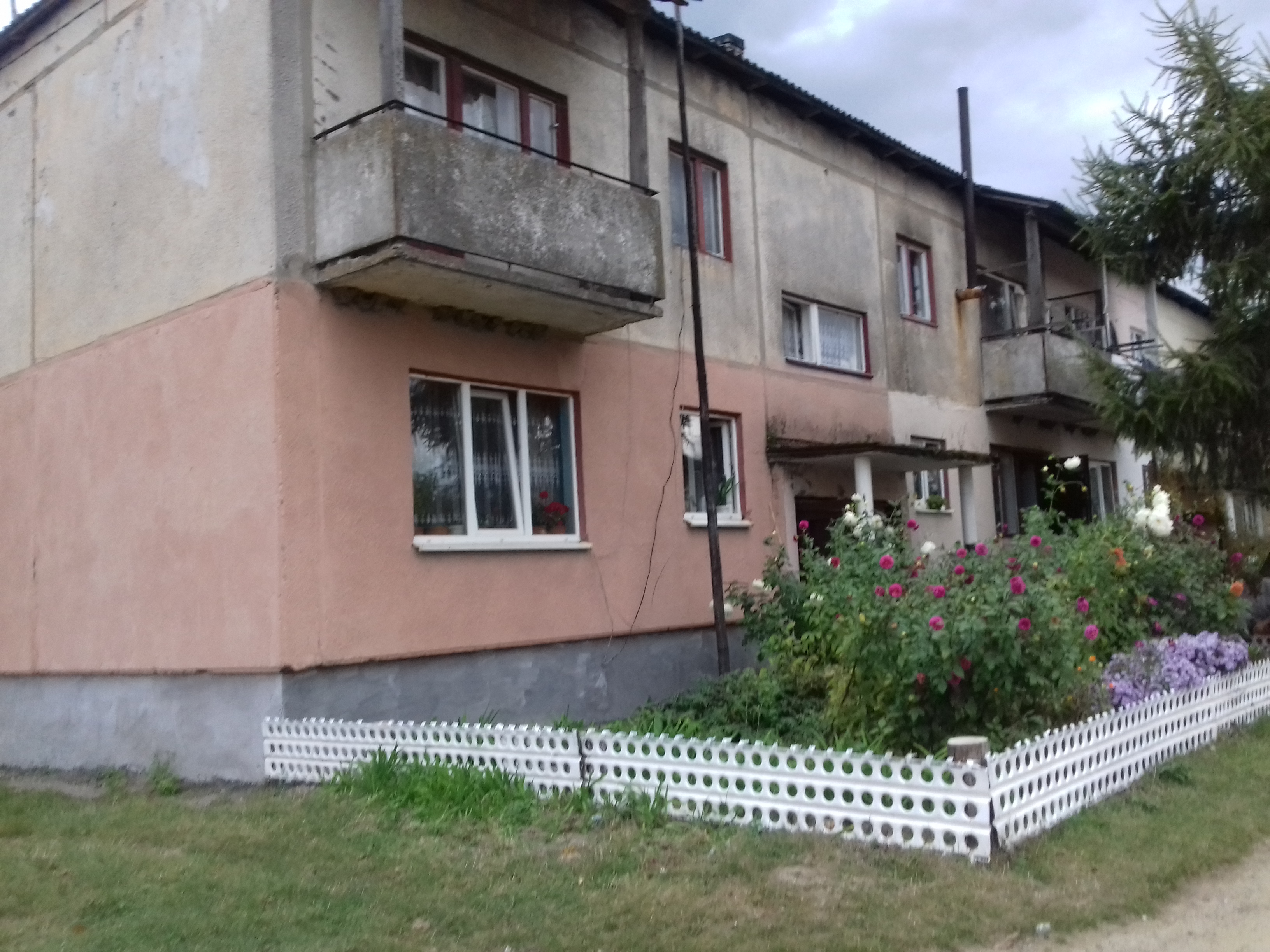
Дом 1
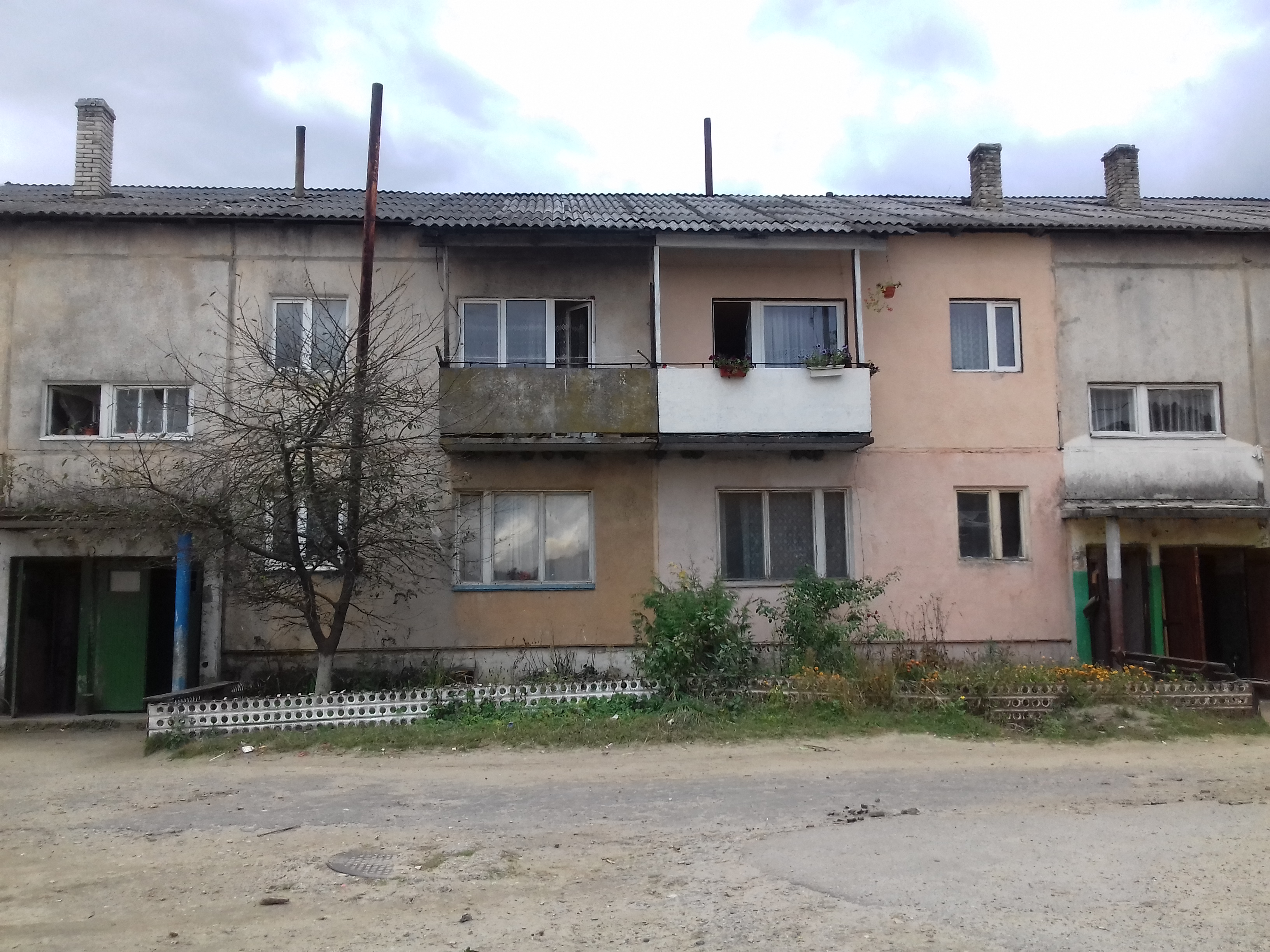
Дом 2
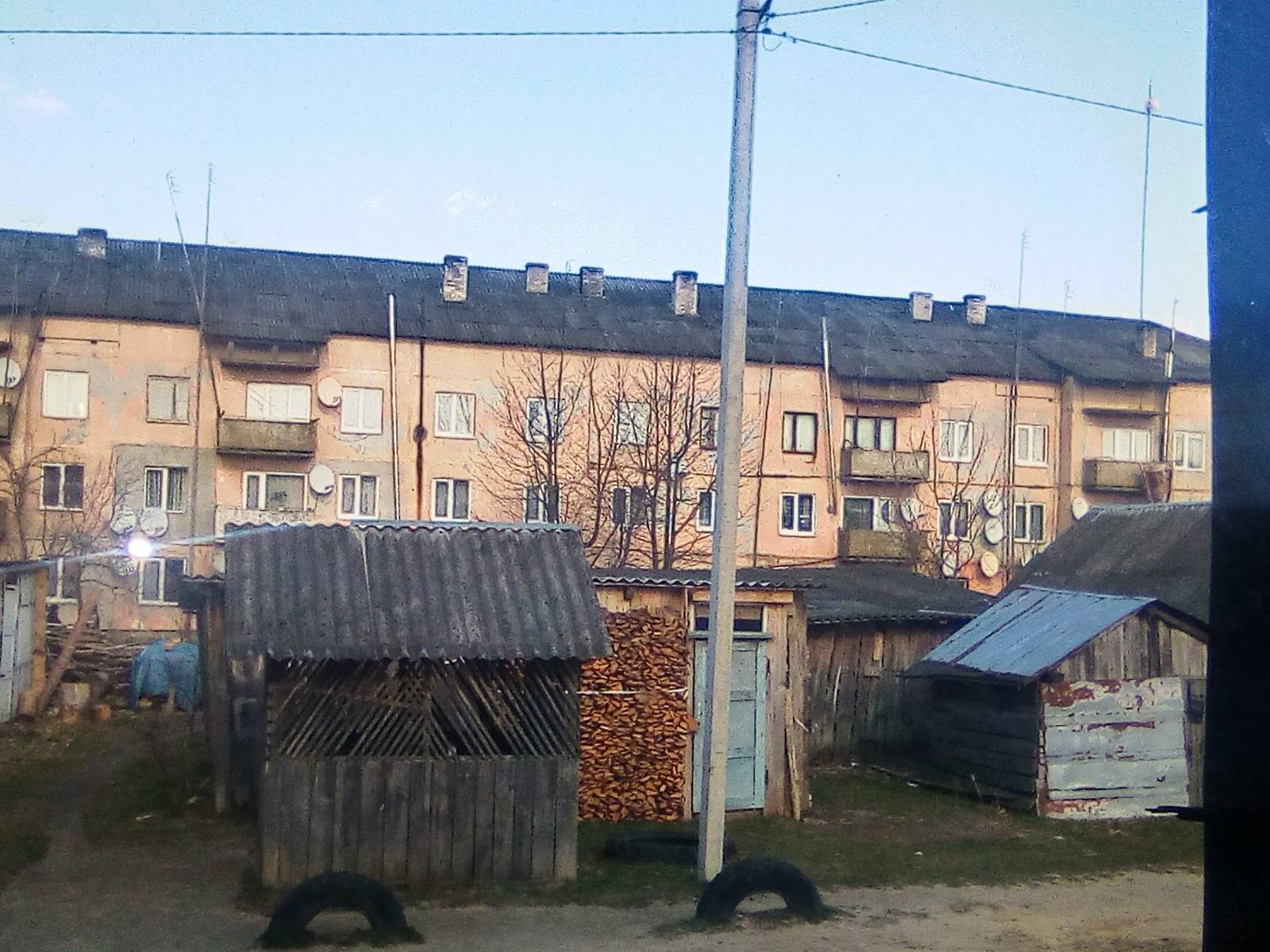
Дом 3